# Festival-Quadrille
Festival-Quadrille nach englischen Motiven, op. 341, är en kadrilj av Johann Strauss den yngre. Den spelades första gången den 7 oktober 1867 i Covent Garden i London.

## Historia
Johann Strauss avlade endast ett besök i Storbritannien, år 1867 då han dirigerade dansmusiken till alla 63 promenadkonserter i Londons Royal Opera House från den 15 augusti till den 26 oktober. Bland några av de specialkomponerade, och arrangerade, musikverken som Strauss framförde återfanns Promenade-Quadrille, on Popular Airs. Kadriljen spelades första gången den 7 oktober 1867 och fick tas om i repris.
Några av melodierna härstammar från amerikanska minstrel songs medan andra togs från Music Hall-repertoaren. Kadriljens dansturer är sammansatt av; Tur 1: "Pull, pull together boys", "One a penny swells", "Any ornaments for your firestoves". Tur 2: "Jog along, boys". Tur 3: "I'll go no more on the Ohio" (känd som "Pretty Jemima"), "Costermonger Joe. Tur 5: "Come along, boys, let's make a noise", "The Dancing Swell", "Cool Burgundy Ben". Tur 6: "Going to the Derby in a four-hand" och "Just before the battle, mother". Originalversionen av kadriljen bestod endast av dessa fem dansturer enligt engelska praxis, men för framförandet i Wien den 3 februari 1870 lade Strauss till nyskrivet material för den saknade "Trénis" (Tur 4).

## Om kadriljen
Speltiden är ca 6 minuter och 9 sekunder plus minus några sekunder beroende på dirigentens musikaliska tolkning.

## Weblänkar
- Festival-Quadrille i Naxos-utgåvan.